# Staka Skenderova

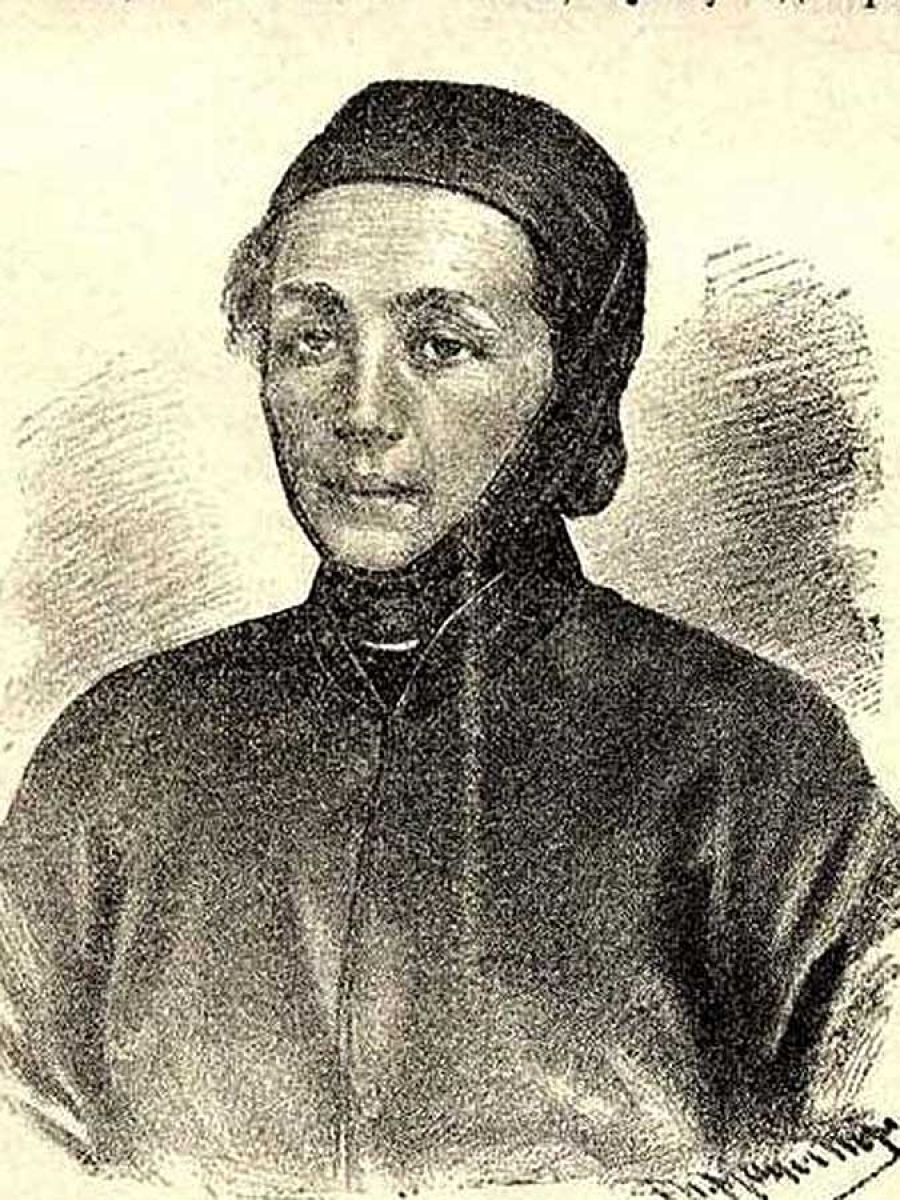
Staka Skenderova

Staka Skenderova (1831 – 26. Mai 1891) war eine bosnische Lehrerin, Sozialarbeiterin, Schriftstellerin und Volkskundlerin. Ihr wird die Gründung der ersten Mädchenschule in Sarajevo am 19. Oktober 1858 zugeschrieben. Im folgenden Jahr wurde sie die erste veröffentlichte Schriftstellerin im modernen Bosnien.

## Leben
Skenderova wurde 1831 in Sarajevo als Tochter von Eltern aus Prijepolje in Sandzak geboren. Ihr älterer Bruder nähte für die osmanische Armee, und Skenderova lernte schon in jungen Jahren die türkische Sprache und brachte sich selbst das Schreiben bei.
Mit Erlaubnis der osmanischen Behörden durfte Skenderova 1858 die erste Mädchenschule in Sarajewo eröffnen. Sie war auch die erste Lehrerin in Bosnien und Herzegowina.
Schließlich beschloss sie, Nonne zu werden. Da es in Bosnien zu dieser Zeit kein serbisch-orthodoxes Frauenkloster gab, wurde sie 1870 in Jerusalem zur ostorthodoxen Nonne geweiht.

## Tod
Skenderova starb im Mai 1891. Während sie sich in Ilidža amüsierte, fuhr ein Pferdewagen in die Menge und Skenderova wurde schwer verletzt. Sie wurde von einer Freundin, Paulina Irby, gepflegt, erlag aber bald darauf ihren Verletzungen. Irby arrangierte die Beerdigung und Skenderova wurde in Sarajevo beigesetzt.
Skenderova war Teil des multimedialen Projekts ŽeneBiH, das von Aktivisten und Wissenschaftlern in Bosnien entwickelt wurde, um die Leistungen von Frauen in der Kultur und Geschichte des Landes hervorzuheben. Sie ist auch eines der Hauptthemen der Essaysammlung No Man’s Lands: eight extraordinary women in Balkan history der britisch-kosovarischen Autoren Elizabeth Gowing und Robert Wilton.

## Werke
- Ljetopis Bosne, 1825–1856 ("The Bosnian Chronicle, 1825–1856", 1859)